# Zamca

Monumentul în memoria tuturor eroilor, ostașilor și luptătorilor români din toate timpurile

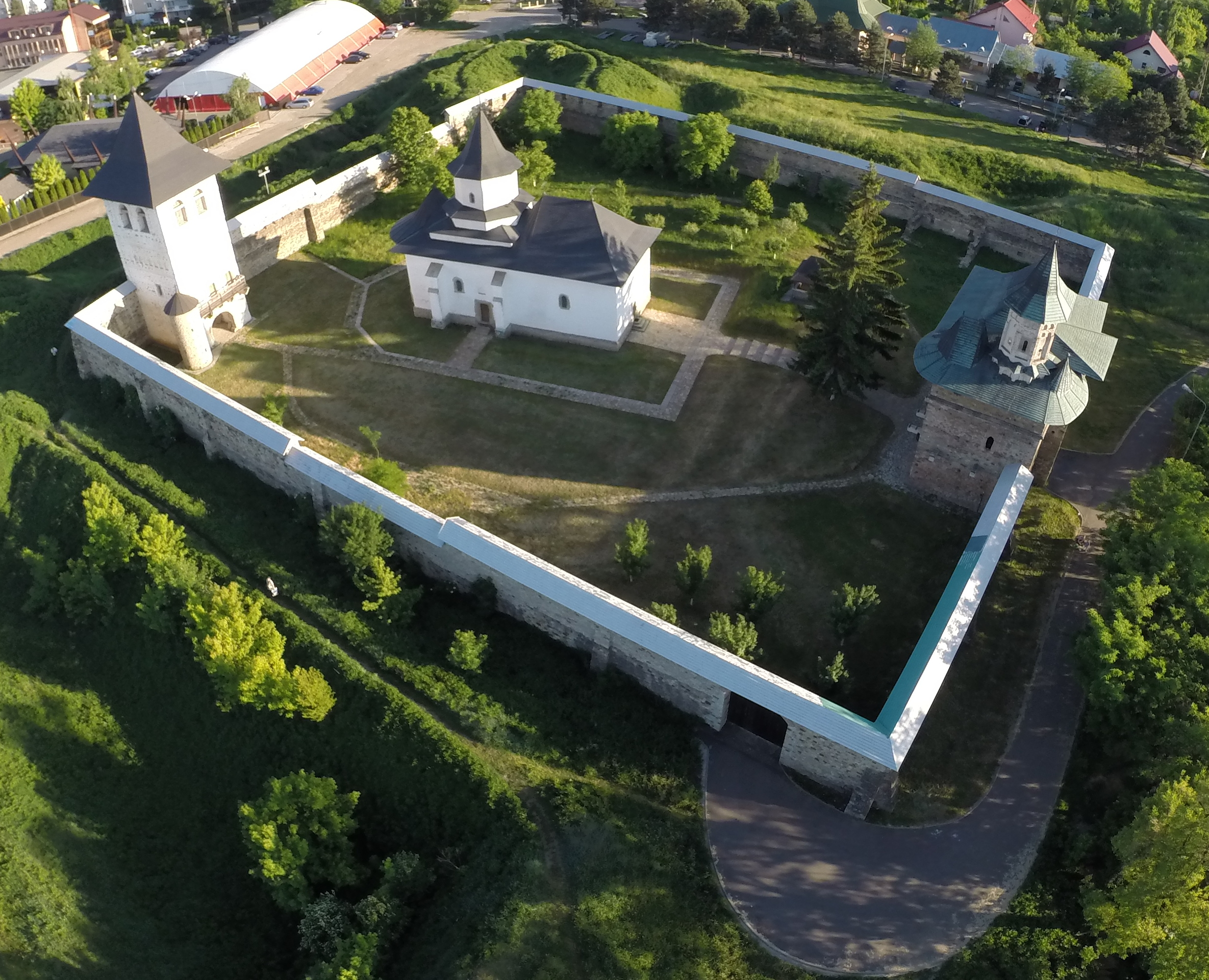
Mănăstirea Zamca

Zamca (sau Zamca I) este un cartier al municipiului Suceava, care se întinde în partea de nord a zonei centrale și a cartierului Mărășești, pe dealul Zamca. Zona este străbătută pe direcția nord-sud de strada Mărășești, o importantă cale rutieră a Sucevei. Zamca I este despărțită de Zamca II (mai cunoscută ca Mărășești) de bulevardul George Enescu. 
Zamca include o parte din vechea zonă armenească a orașului. La limita sa nord-vestică se află Mănăstirea Zamca, un complex medieval fortificat, ridicat între 1551–1606. În prezent, mănăstirea reprezintă cel mai important edificiu religios construit de comunitatea armenească din orașul Suceava. În partea estică a cartierului, se găsește Biserica Sfântul Simion (cunoscută și sub numele Turnul Roșu, datorită clopotniței de culoare roșiatică), în trecut lăcaș de cult de asemenea armenesc, a cărui construcție datează din anul 1513. Între cele două edificii religioase se desfășoară strada Zamca, unde este localizat cimitirul armenesc al orașului. În anul 1902, în cimitir a fost ridicată Capela Pruncul de către trei membri ai familiei nobiliare Pruncul (Prunkul).
Zona de blocuri a cartierului Zamca este localizată în partea vestică și sud-vestică, în perimetrul format de străzile Mărășești, Zamca, Narciselor și bulevardul George Enescu. Ansamblul de blocuri de locuințe de aici a fost construit în perioada regimului comunist.